# Qualifiche del Corpo nazionale dei vigili del fuoco (2007-2012)
Qualifiche del Corpo nazionale dei vigili del fuoco utilizzate dal 2007 fino al decreto ministeriale del 2012.
| Ruolo dei dirigenti                                        |
| dirigente generale Capo del Corpo                          |
| dirigente generale                                         |
| dirigente superiore                                        |
| primo dirigente                                            |
| Ruolo dei direttivi                                        |
| direttore vice dirigente                                   |
| direttore                                                  |
| vice direttore                                             |
| Ruolo degli Ispettori e dei Sostituti Direttori Antincendi |
| sostituto direttore antincendi capo esperto                |
| sostituto direttore antincendi capo                        |
| sostituto direttore antincendi                             |
| ispettore antincendi esperto                               |
| ispettore antincendi                                       |
| vice ispettore antincendi                                  |
| Ruolo dei Capi Squadra e dei Capi Reparto                  |
| caporeparto esperto                                        |
| caporeparto                                                |
| caposquadra esperto                                        |
| caposquadra                                                |
| Ruolo dei Vigili del Fuoco                                 |
| vigile coordinatore                                        |
| vigile esperto                                             |
| vigile qualificato                                         |
| vigile del fuoco                                           |
| Ruolo dei volontari                                        |
| Caporeparto volontario                                     |
| Caposquadra volontario                                     |
| Vigile del fuoco volontario                                |